# Schweizerischer Verband Eisenbahn-Amateur

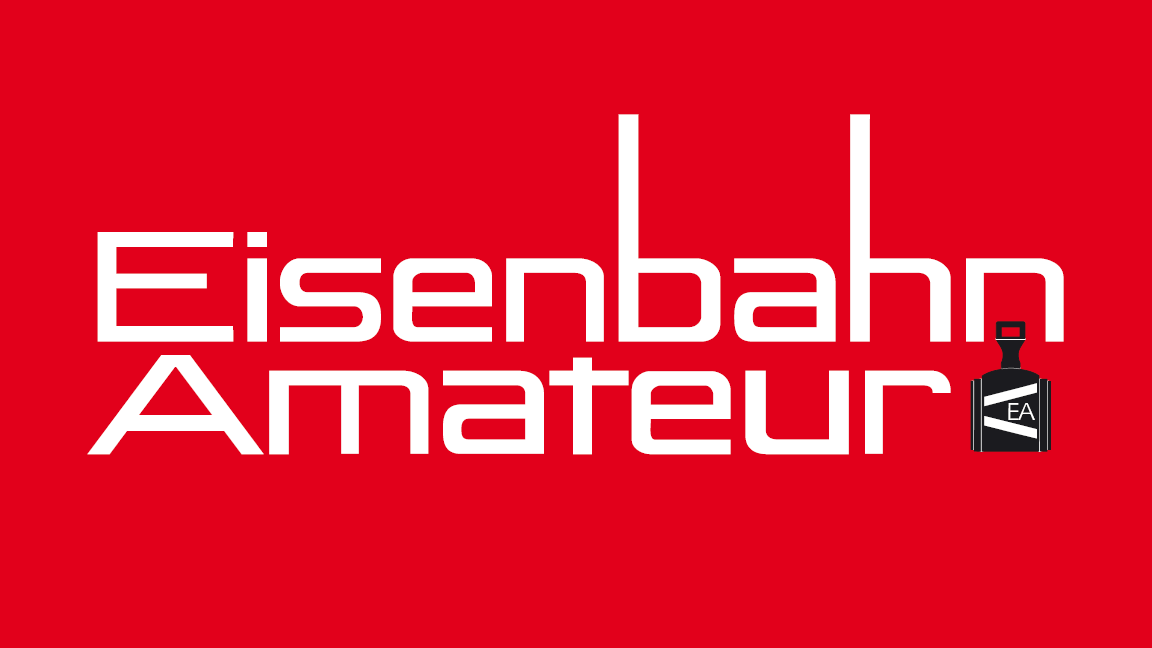
Logo des Schweizerischen Verbandes Eisenbahn-Amateur und der Zeitschrift Eisenbahn Amateur.

Der Schweizerische Verband Eisenbahn-Amateur, abgekürzt SVEA, französisch: Association Suisse Eisenbahn Amateur, abgekürzt ASEA, ist ein in der Schweiz tätiger Verband und hat als Verein seinen Sitz am jeweiligen Wohnort des Verbandspräsidenten. Mit Stand 2025 ist dies Biel/Bienne. Der Verband ist Mitglied bei der kontinentaleuropäischen Dachorganisation Verband der Modelleisenbahner und Eisenbahnfreunde Europas, abgekürzt MOROP.

## Zielsetzung
Zielsetzungen sind die Herausgabe der Zeitschrift Eisenbahn Amateur sowie die Durchführung der jährlich stattfindenden Delegiertenversammlung. Ebenso ist die Durchführung der Jahreshauptversammlung des Verbandes der Modelleisenbahner und Eisenbahnfreunde Europas, abgekürzt MOROP, Sache des Verbandes, wenn diese, wie das in Einzelfällen vorkommt, in der Schweiz stattfindet, wobei in beiden Fällen sich der Verband ausschliesslich um die Durchführung der Delegiertenversammlung kümmert. Das jeweilige, meist ein bis zwei Tage dauernde Rahmenprogramm mit der Besichtigung von Modelleisenbahn-Anlagen und Attraktionen des Vorbildes am jeweiligen Veranstaltungsort wird an einen jährlich wechselnden Verbands-Mitgliedsverein delegiert.
Gemäss den Aussagen des Verbandspräsidenten an der Delegiertenversammlung am 29. April 2023 bezeichnet dieser den Schweizerischen Verband Eisenbahn-Amateur als systemrelevant für die Modelleisenbahner.

## Mitglieder
Der Verband umfasst nach seinen Angaben fast 90 Hobby-Eisenbahn- und ‑Modelleisenbahnvereine, darunter den Verein Furka-Bergstrecke mit seinen über 7600 Mitgliedern, eine Gruppe von Privatpersonen mit ihrem Hobbyraum sowie die in Grossbritannien tätige Swiss Railways Society, die die englischsprachige schweizbezogene Zeitschrift Swiss Express herausgibt.
Der Verband bindet mit Stand 2019 nur noch eine Minderheit der Schweizerischen Eisenbahn- und Modelleisenbahnvereine. Bei den Eisenbahnvereinen, den Vereinen der sogenannten Grosstraktion, sind es nicht einmal mehr 20 % der Vereine.